# Love Hurts (альбом Шер)
Love Hurts — двадцять перший студійний альбом американської співачки і акторки Шер, що вийшов 11 червня 1991 року на лейблі «Geffen Records». 27 серпня 1991 року RIAA сертифікувала альбом як золотий. Це останній альбом співачки, що вийшов на лейблі «Geffen». Головним синглом альбому стала пісня «Love and Understanding», а слідом вийшли такі сингли як «Save Up All Your Tears», «Love Hurts», «Could've Been You» і «When Lovers Become Strangers». Альбом дебютував з 48 сходинки в чарті «Billboard 200» з продажами в 19.000 копій. У листопаді 2011 року, «Billboard» заявив, що «Love Hurts» був розпроданий у США тиражем в 600 000 копій.

## Про альбом
«Love Hurts» вийшов у 1991 році і став третім і останнім студійним альбомом Шер, що вийшов на лейблі «Geffen Records». У записі брав участь продюсер Боб Рок, вона продовжила співпрацювати з Джоном Калоднером, Даяною Воррен і Дезмондом Чайлдом. Запис альбому тривав з кінця 1990-до початку 1991 року, це був перший рік відносин Шер з гітаристом гурту «Bon Jovi» Річі Самборою. Вона присвятила альбом йому і «кожному чоловікові, який коли-небудь змушував мене проливати сльози».
Альбом містив чотири кавер-версії: «Save Up All Your Tears», записану ще наприкінці 1980-х Бонні Тайлер і Робін Бек, пісню гурту «Kiss» «A World Without Heroes», написану у 1981 році, «Fires of Eden», записану Джуді Коллінз у 1990 році, і «Love Hurts», римейк версії 1975 року, яку Шер раніше записала для свого альбому «Stars». Цього разу пісня була скоріше у стилі поп-рок, ніж балада. Оригінальну версію пісні випустив гурт «Everly Brothers» у 1960 році; однак найпопулярніша версія пісні (єдине виконання «Love Hurts», що стало синглом-хітом в Сполучених Штатах, досягнувши 8 сходинки у чарті «Billboard Hot 100» на початку 1976 року) була записана шотландським хард-рок-гуртом «Nazareth». Крім того, європейська версія альбому також містила світовий хіт «The Shoop Shoop Song (It's in His Kiss)» (спочатку записаний Бетті Еверетт у 1963 році), який вийшов як сингл в США у 1990 році (до виходу альбому «Love Hurts» для просування фільму за участю Шер «Русалки», у саундтреку якого він вперше з'явився).
Ранні релізи альбому у Великій Британії мали ту ж обкладинку, що і американський реліз, але пізніші європейські релізи мали іншу обкладинку, на якій Шер була зображена на білому тлі в червоній перуці. Європейський реліз також місить світовий хіт «The Shoop Shoop Song (It's in His Kiss)», який досяг першої сходинки у чартах більш ніж 10 країн. У Сполучених Штатах «The Shoop Shoop Song» була доступна тільки на оригінальному саундтреку «Mermaids» до однойменного фільму.
У той час як альбом дуже добре зарекомендував себе у Великій Британії, його сингли були лише незначними хітами. «Love and Understanding» був єдиним хітом в чартах, але альбом також подарував світові багато улюблених шанувальникам композицій, зокрема «Could've Been You» і найулюбленіші пісні Шер: «Save Up All Your Tears», «Love Hurts» і «Fires of Eden». «Love Hurts» і «Could've Been You» вийшли тільки в Європі, у той час як «When Lovers Become Strangers» — тільки в Північній Америці.
Написана Девідом Кессіді пісня «I'll Never Stop Loving You» через рік вийшла у його альбомі «Did not You Used to be?». А роком раніше, у 1990 році, пісня була доступна у японському виданні альбому гурту «Heart» «Brigade».

## Просування
Щоб просунути альбом, Шер зробила кілька виступів в усьому світі. У Північній Америці вона просувала альбом на телешоу «Late Night with David Letterman». 21 червня 1991 року вона також спеціально з'явилася у телепрограмі «In Concert» каналу ABC, де виконала пісні «Love hurts», «Love and Understanding», «Save Up All Your Tears» і «A World Without Heroes». Цей конкретний виступ різко розкритикували, тому що Шер виконала всі пісні з альбому під фонограму, замість «чесного, живого року», відхилившись від політики «живих» шоу ABC. Пізніше Шер захищалася в інтерв'ю з приводу виконання під фонограму, внаслідок чого «In Concert» дали їй шанс знову виступити наприкінці 1991 року, однак вона так ніколи цього не зробила.
Шер також просувала альбом у деяких європейських країнах. У Великій Британії вона виконала «Love and Understanding», «Save Up All Your Tears» і «Could've Be You» на телешоу «Top of the Pops», на шоу «Wogan» вона виконала «Love and Understanding» і «Save Up All Your Tears», а на шоу «Aspel and Company» виконала «Could've Be You». Шер також виконала «Save Up All Your Tears» в Австралії на телепередачі «Dame Edna Show» і разом з Дейм Едною виконала «I Got You Babe».
Подальше просування альбому зосередилося навколо її третього сольного туру «Love Hurts Tour», перший виступ якого відбувся 15 квітня 1992 року в Берліні. Концерти повинні були початися 21 березня 1992 року у Копенгагені, але через хворобу Шер, європейські виступи було перенесено, за винятком британських концертів. Пізніше, північноамериканська частина туру також двічі переносилася. Під час туру Шер виконала «Love and Understanding», «Save Up All Your Tears», «Love Hurts» і «Fires Of Eden».

## Сингли
«Love and Understanding» вийшла як головний сингл альбому 21 травня 1991 року. Пісня отримала неоднозначні відгуки. Один критик сказав, що пісня разом з іншими двома є передбачуваною і надмірно «обережною», у той час як інший назвав її «по-справжньому сильним треком». Пісня потрапила у «топ-10» в таких країнах, як Австрія, Канада, Велика Британія і у «топ-20» в США і Німеччині.
«Save Up All Your Tears» вийшла як другий сингл альбому і потрапила у «топ-4» в різних чартах в усьому світі, зокрема у США, Канаді і Великій Британії.

## Оцінки критиків
Відгуки про альбом були неоднозначними. З одного боку, деякі критики заявляли, що «Love Hurts» — це найбільш «зрілий» матеріал Шер за всю її кар'єру. Крім того, багато критиків говорили, що «Love Hurts» — це крок вперед після «Heart of Stone» і «Cher».
«Billboard», наприклад, сказав, що «за деяким винятком, що поп-рок у цьому альбомі є ідеальним середовищем для її унікального вокального стилю». «Allmusic» також сказав, що «хоча результат вийшов досить шаблонним, вокал Шер, продюсування і бек-вокалісти роблять альбом надихаючим».
У той же час багато критики розгромили альбом в пух і прах. Один з них заявив, що «„A World Without Heroes“ є єдиним вартим треком у цьому альбомі, що страшенно не надихає».

## Комерційний успіх
На відміну від «Heart of Stone» і «Cher», «Love Hurts» привернув менше уваги в Північній Америці, але все ж отримав золоту сертифікацію в США і платинову в Канаді, його продажі склали 500 000 і 100 000 копій у цих країнах відповідно. У країнах Європи та Океанії, таких як Австралія та Нова Зеландія, альбом був дуже успішним, він посів першу сходинку чартів чотирьох країн: Австрії, Ірландії, Норвегії та Великої Британії. У Великій Британії альбом дебютував першою сходинкою і залишався там шість тижнів поспіль. Завершивши своє очолювання чарту, альбом залишався у першій трійці ще п'ять тижнів, ставши найпродаванішим жіночим альбомом року. Він був сертифікований як мультиплатиновий і у підсумку розійшлася накладом понад 1 мільйон примірників.

## Формати
- US Vinyl — альбом містить 11 треків.
- European Vinyl — альбом містить 12 треків.
- US Limited Collectors Box Edition Set — рекламне видання у вигляді дерев'яної коробки з відкидною кришкою. Видання містить альбом на CD і 13 «карт таро» з фотографіями Шер до альбому на одному боці та тексти пісень / список тих, хто працював над альбомом на іншому.
- European Cassette — неофіційне видання, яку випустила Glob Records, що містить альтернативний трек-лист.

## Трек-лист
| #   | Назва                                                                                  | Автор                                                 | Продюсер(и)       | Тривалість |
| --- | -------------------------------------------------------------------------------------- | ----------------------------------------------------- | ----------------- | ---------- |
| 1.  | «Save Up All Your Tears»                                                               | Даян Воррен Дезмонд Чайлд                             | Боб Рок Річі Зіто | 4:00       |
| 2.  | «Love Hurts» (версія 1991 року)                                                        | Бадло Браянт Феліс Браян                              | Зіто              | 4:19       |
| 3.  | «Love and Understanding»                                                               | Воррен                                                | Воррен Гай Роч    | 4:44       |
| 4.  | «Fires of Eden»                                                                        | Марк Голдберг Кіт Найн                                | Пітер Ашер        | 3:43       |
| 5.  | «I'll Never Stop Loving You»                                                           | Девід Кессіді Джон Веттон Сью Шифрін                  | Рок Зіто          | 3:57       |
| 6.  | «One Small Step» (з Річардом Пейджем)                                                  | Баррі Манн Бред Паркер Венді Велдмен                  | Ашер              | 3:28       |
| 7.  | «A World Without Heroes»                                                               | Боб Езрін Джин Сіммонс Лу Рід Пол Стенлі              | Стів Лукатер      | 3:09       |
| 8.  | «Could've Been You»                                                                    | Арні Роман Боб Хелліган Дж.                           | Ашер              | 3:30       |
| 9.  | «When Love Calls Your Name»                                                            | Джиммі Скотт Том Снов                                 | Ашер              | 3:32       |
| 10. | «When Lovers Become Strangers»                                                         | Воррен                                                | Воррен Роч        | 4:46       |
| 11. | «Who You Gonna Believe»                                                                | Джеральд Маркез Кевін Челфент Джо Маркез Стів Фонтано | Зіто              | 4:47       |
| 12. | «The Shoop Shoop Song (It's in His Kiss)» (бонус треки до версії для Океанії і Європи) | Руді Кларк                                            | Ашер              | 2:51       |

Примітки
- «Love Hurts» раніше був записаний для дванадцятого студійного альбому Шер «Stars» (1975).
- «The Shoop Shoop Song (It's in His Kiss)» з «Mermaids» з оригінального саундтрека до фільму «Русалки», що вийшов 1990 року.

## Учасники запису
- Джон Агуто — асистент інженера (2, 11)
- Кен Оллердайс — асистент інженера (3, 4, 6, 8-10)
- Пітер Ашер — продюсер (4, 6, 8, 9, 12), ударні, перкусія, програмування (6), бек-вокал (8), перкусія (9), група аранжування (12)
- Сенді Батгейт — виробнича координація (1, 5)
- Мартін Брамбеч — асистент інженера (7)
- Роббі Бучанан — піаніно (4), клавішні (6, 8, 9, 12)
- Кім Боллард — клавішні (2, 11)
- Джонні Бай — бек-вокал (1, 5)
- Девід Кемпбелл — аранжування бек-вокалу (4, 6, 8, 9, 12), оркестрове аранжування (4), струнне аранжування (12), диригент (4)
- Джої Кеткарт — бек-вокал (2, 11)
- Марго Чейз — дизайн
- Луїс Конте — перкусія (7)
- Лора Кремер — бек-вокал (3, 10)
- Мікі Каррі — ударні (1, 5)
- Ліза Далбелло — бек-вокал (1, 5)
- Джефф Деморріс — асистент інженера (3, 10)
- Девід Дж. Доннеллі — супервізор мастерінгу
- Дорін Доріан — виробнича координація (3, 10)
- Кенні Едвардс — бек-вокал (6, 8)
- Майк Фішер — перкусія (4, 6, 9, 12), бубон (8)
- Майк Фрейзер — інженер (1, 5)
- Девід Гарфілд — клавішні (7)
- Стів Джордж — бек-вокал (1, 5)
- Ендрю Голд — електрогітара (6, 12), бек-вокал (6, 8), 12-струнна гітара, електрогітара (4), акустична гітара (9)
- Грег Голдмен — асистент інженера (7)
- Скотт Харпер — струнне аранжування (3, 10)
- Стів Хайнке — асистент інженера (2, 11)
- Ден Херш — мастерінг
- Марк Хадсон — вокальний директор (3, 10)
- Ренді Джексон — бек-вокал (10)
- Джиммі Джонсон — бас-гітара (12)
- Філ Кеффел — інженер (2), додатковий інженерінг (1, 5), мікшування (7)
- Джон Калоднер — продюсер
- Рейвен Кейнс Гьорлс — бек-вокал (4, 9, 12)
- Фред Келлі — асистент інженера (1-3, 5, 10, 11)
- Ларрі Клайн — бас-гітара (4, 9)
- Майк Клостер — асистент інженера (7)
- Натаніел Канкел — асистент інженера (4, 6, 8, 9, 12)
- Грег Ладаний — інженер (7)
- Марк Лафранс — бек-вокал (1, 5)
- Майкл Ландау — гітара (3, 7)
- Джулі Ласт — асистент інженера (3, 4, 6, 8-10, 12)
- Маріо Лачі — асистент інженера (3, 10)
- Стів Лукатер — продюсер (7), гітара (2, 9-11), акустична гітара (7), соло-гітара (7), бас-гітара (8)
- Річард Маркс — бек-вокал
- Джордж Массенбург — інженер ударних (4, 5, 8, 9, 12)
- Джин Маклейн — бек-вокал (3)
- Х'ю Макдональд — бас-гітара (1, 5)
- Джим Макджіллверей — перкусія (1, 5)
- Пол Міркович — бек-вокал (2, 11)
- Джіл Моралес — асистент інженера (4, 6-9, 12)
- Гуннар Нельсон — бек-вокал (2, 11)
- Річард Пейдж — головний вокал (6), бек-вокал (1, 5, 7)
- Девід Пейч — клавішні (7)
- Кеті Паркс — виробнича координація (1, 2, 5, 11)
- Джефф Поркаро — ударні (2, 4, 6, 8, 9, 11, 12)
- Майк Поркаро — бас-гітара (2, 11)
- Джефф Ре — асистент інженерач (1, 2, 4-6, 8, 9, 11, 12)
- Гай Роч — продюсер (3, 10), синтезатор (3)
- Боб Рок — продюсер (1, 5)
- Рейл Рогарт — асистент інженера (4, 6, 8, 9, 12)
- Білл Семмет — менеджмент
- Гленн Скюрба — гітара (10)
- Конні Скотт — бек-вокал (1, 5)
- Кейт Скотт — гітара (1, 5)
- Дебра Шоллмен — альбомний координатор, виробнича координація (7)
- Джош Склейр — гітара (3, 10)
- Айві Скофф — виробнича координація (4, 6, 8, 9, 12)
- Ренді Стауб — додатковий інженерінг (1, 5)
- Девід Стіл — бек-вокал (1, 5)
- Девід Тонер — інженер (3, 10), додатковий інженерінг (1, 5), мікшування (1-3, 5, 10, 11)
- Майкл Томпсон — електрогітара (4, 9)
- Джо Турано — бек-вокал (10)
- Міріам Наомі Валле — бек-вокал (3)
- Карлос Вега — ударні (7)
- Хоуї Вікерс — аранжування (1, 5)
- Даян Воррен — продюсер (3, 10), бек-вокал (3, 10)
- Джон Вебстер — клавішні (1, 5)
- Марк Т. Вілліамс — ударні (3, 10)
- Ренді Вайн — асистент інженера (2, 11)
- Френк Волф — інженер (3, 4, 6, 8-10, 12), додатковий інженерінг (7), мікшування (4, 6, 8, 9, 12)
- Річі Зіто — продюсер (1, 2, 5, 11), додаткові гітари і клавішні (5)[19]

## Чарти
| Чарт (1991)                         | Позиції |
| ----------------------------------- | ------- |
| Австралія                           | 15      |
| Австрія                             | 1       |
| Канада (RPM)                        | 29      |
| Данія (Hitlisten)                   | 3       |
| Нідерланди (Album Top 100)          | 45      |
| Європа (European Top 100 Albums)    | 3       |
| Фінляндія (Suomen virallinen lista) | 28      |
| Німеччина (Offizielle Top 100)      | 6       |
| Греція (IFPI Greece)                | 2       |
| Ісландія (Íslenski Listinn Topp 10) | 1       |
| Ірландія (IRMA)                     | 1       |
| Нова Зеландія (RMNZ)                | 4       |
| Норвегія (VG-lista)                 | 1       |
| Швеція (Sverigetopplistan)          | 3       |
| Швейцарія (Schweizer Hitparade)     | 3       |
| Велика Британія (UK album chart)    | 1       |
| США (Billboard 200)                 | 48      |

| Чарт (1991)                       | Позиції |
| --------------------------------- | ------- |
| Австрія (Ö3 Austria)              | 7       |
| Європа (European Top 100 Albums)  | 18      |
| Німеччина (Offizielle Top 100)    | 32      |
| Нова Зеландія (Recorded Music NZ) | 35      |
| Норвегія (VG-lista)               | 1       |
| Швейцарія (Schweizer Hitparade)   | 13      |
| Велика Британія (OCC)             | 9       |

| Чарт (1992)                                 | Позиція |
| ------------------------------------------- | ------- |
| Європа (European Top 100 Albums)            | 93      |
| Німеччина (Offizielle Top 100)              | 80      |
| Британський чарт альбомів (UK Albums (OCC)) | 93      |

| Чарт (1990—1999)                                          | Позиція |
| --------------------------------------------------------- | ------- |
| Австрійський чарт альбомів (Austrian Albums (Ö3 Austria)) | 34      |

## Сертифікації і продажі
| Країна                                                | Сертифікація | Продано   |
| ----------------------------------------------------- | ------------ | --------- |
| Австралія (ARIA)                                      | Платина      | 70,000^   |
| Австрія (IFPI Austria)                                | Платина      | 50,000*   |
| Канада (Music Canada)                                 | Платина      | 100,000^  |
| Німеччина (BVMI)                                      | Платина      | 500,000^  |
| Нова Зеландія (RMNZ)                                  | Платина      | 15,000^   |
| Швеція (GLF)                                          | Платина      | 100,000^  |
| Швейцарія (IFPI Switzerland)                          | Платина      | 50,000^   |
| Велика Британія (BPI)                                 | 3×Платина    | 1,000,000 |
| США (RIAA)                                            | Золото       | 600,000   |
| ^цифри відвантаження засновані тільки на сертифікації |              |           |